# Хасан Исаев
Хасан Мурселов Исаев е български състезател по свободна борба от турски произход.

## Биография
Роден е на 9 ноември 1952 г. в с. Бисерци, община Кубрат, област Разград. Започва да тренира борба на десет годишна възраст при самоукия треньор Байрям Велиев, а по-късно при Юмер Фикриев. Състезава се за СК „Лудогорец“ (Разград).
През 1964 г. за първи път участва на състезание – става окръжен шампион на Разград. По онова време 12-годишното момче тежи едва 18 килограма, но преборва всички противници, които били тежки 30 кг. Следващата година Исаев става републикански шампион. Привлечен е в националния отбор от Райко Алексиев
Той стига нужните за категорията му 48 кг. едва през 1970 г., когато на 18 години става европейски първенец за юноши в Швеция.
През 1972 г. Исаев става европейски шампион при младежите, а през 1973 г. в Лозана при мъжете.
Най – големият му успех е олимпийското злато на летните олимпийски игри в Монреал през 1976 г. в категория до 48 кг. в свободния стил. Двукратен световен шампион в Истанбул 1974 и в Минск 1975.
Сребърен медалист е от световното в Техеран през 1973 г. Два пъти е печелил Европейски първенства по борба по веднъж в Лозана през 1973 и веднъж в Лудвигсхафен през 1975.
Носител е на златния пояс Дан Колов през 1973 г.
Начинът, по който печели олимпийското злато в Монреал през 1976 г. е достоен за преклонение. Печели я с подут лакет.
Многобройните контузии го отказват от борбата през 1979 г. След приключване на спортната си кариера работи като треньор в СК „Лудогорец“ (Разград).
Неговите състезатели спечелват над 70 медала. Награден е с Орден „Стара планина“ I степен „за извънредно големите му заслуги за развитието на спорта и по повод 50 години от рождението му“.